# Вулверин (озеро, округ Кокран)
Ву́лверин (англ. Wolverine Lake) — озеро в округе Кокран в Северо-Восточном Онтарио, Канада. Относится к бассейну залива Джеймс и находится в водной системе реки Валентайн.

## Гидрология
- Основные притоки: река Валентайн, прибывающая из озера Ханлан на Юго-Западе; и Вулверин-Крик на Севере.
- Основной сток: река Валентайн, на Востоке, которая течёт в озеро Пивабиска, далее через реку Пивабиска, через реку Мус и в итоге стекает в залив Джеймс.

## Притоки
- Река Валентайн
- Вулверин-Крик